# Anglo-argentino

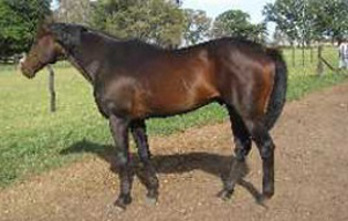
Anglo-argentino

L'Anglo-argentino o Polo argentino è una razza di cavallo da sella, sviluppata in Argentina per la pratica del polo.

## Aspetti morfologici
- Paese di origine: Argentina.
- Altezza al garrese: 148-160 cm.
- Mantelli: grigio, baio e sauro.
- Caratteristiche: molto resistente e tenace, aspetto generale armonioso, testa sottile, ossuta e nobile, incollatura ben disposta e possente, spalle dritte, garrese in evidenza, groppa e reni molto robusti, arti potenti e slanciati.

## Storia
Gli inglesi introdussero il gioco del polo in Argentina nel 1890 importando cavalli per praticare questo sport. Gli argentini si appassionarono rapidamente al gioco e negli anni '20, molti giocatori iniziarono a usare cavalli "criollo" a tale scopo. 

Con il passare del tempo il gioco è diventato più veloce e più agile e ha iniziato a richiedere cavalli più scattanti. I "criollo" sono forti, resistenti e agili, ma non erano abbastanza veloci per il polo moderno. Per questo motivo il "purosangue inglese" cominciò ad essere utilizzato per la pratica di questo sport. 
Infine, al fine di risolvere il problema di agilità, docilità e velocità nello stesso cavallo, è stato deciso di incrociare le fattrici "criollo" argentine con stalloni "purosangue" inglesi, e il risultato sono i cavalli veloci che vediamo oggi nei campi di polo in tutto il mondo.
Come razza stabile, l'anglo-argentino è nato nel 1984 e discende dall'incrocio di giumente di razza Criollo con stalloni Purosangue inglesi.